# E488 (Ecuador)
De E488 of Vía Colectora Milagro-Bucay (Verzamelweg Milagro-Bucay) is een secundaire nationale weg in Ecuador. De weg loopt van Milagro naar Bucay en is 61 kilometer lang.